# Нормальный товарный вагон
Нормальный товарный вагон (НТВ) — тип железнодорожного двухосного крытого грузового вагона.
На базе нормального товарного вагона (НТВ) строились вагоны специального назначения: служебные, санитарные, пожарные, арестантские, вагоны-ледники, вагоны-лавки, вагоны-церкви (вагоны-храмы) и так далее. В России существовал и НТВ «Сибирского типа», который отличался от «классического» НТВ увеличенной шириной, иным расположением досок в деревянной обшивке и некоторыми другими деталями.

## История
Разработан в 1875 году на базе прототипа 1872 года Ковровских мастерских Московско-Нижегородской железной дороги под названием «товарный вагон правительственного типа 1875 года» и принят за основу вагонного парка министерства путей сообщения Российской империи. Массовый выпуск вагонов данного типа с учётом модернизаций осуществлялся до 1931 года, а всего было выпущено несколько сотен тысяч вагонов НТВ. Именно в них на российских, а позже и советских железных дорогах до середины 1940-х перевозилась основная масса грузов, в том числе и во время различных военных конфликтов, начиная от Русско-турецкой войны и заканчивая Великой Отечественной.
Конструкция вагона предусматривала возможность быстрого переоборудования для массовой перевозки людей и животных в случае крайней надобности (то есть прежде всего для переброски войск). В центральной части вагона устанавливалась печка-"буржуйка", а в каждой из половин устраивались или нары для 20 человек, или стойла для 4 лошадей. Таким образом, переоборудованные вагоны-«теплушки» вмещали до сорока человек или восемь лошадей или 20 человек и четыре лошади.

## Вагоны НТВ в культуре
Распевали в эшелоне 
Эту песню много дней, 
И была такая надпись на вагоне: 
«Сорок человек — восемь лошадей».— Джанни Родари «Эшелон» (в переводе С. Я. Маршака)

Если поеду на фронт, я на нашей теплушке напишу:
Три тонны удобренья для вражеских полей;
Сорок человечков иль восемь лошадей. 
— Ярослав Гашек «Похождения бравого солдата Швейка»

А было нас по сорок в тех будённовских вагонах, 
 Рассчитанных на восемь лошадей.
— Михаил Танич «Ту-ту»

«…(Знак: сорок человек 
 И восемь лошадей)».— Марина Цветаева «Рассвет на рельсах»